# Laetana schultzei
Laetana schultzei es una especie de insecto coleóptero de la familia Chrysomelidae. Fue descrita científicamente en 1908 por Weise.